# Caours
Caours är en kommun i departementet Somme i regionen Hauts-de-France i norra Frankrike. Kommunen ligger i kantonen Abbeville-Nord som tillhör arrondissementet Abbeville. År 2022 hade Caours 565 invånare.

## Befolkningsutveckling
Antalet invånare i kommunen Caours
| Referens: INSEE |